# Bozkır
Bozkır è una città della provincia di Konya nella regione dell'Anatolia Centrale in Turchia.

## Storia
La città occupa una posizione centrale di quella che era l'antica regione dell'Isauria.
Il nome Bozkır significa «steppa» in lingua turca. Dopo l'insediamento di popolazioni turche agli inizi del Sultanato di Rum, Bozkır fu il nome dato alla regione che si estende tra la moderna Bozkır e la vicina Seydişehir. Il nome fu poi trasmesso alla città.